# Centre de détention de Bapaume
Le centre de détention de Bapaume est un centre de détention français situé dans la commune de Bapaume, dans le département du Pas-de-Calais et dans la région Hauts-de-France.
L'établissement dépend du ressort de la direction interrégionale des services pénitentiaires de Lille. Au niveau judiciaire, l'établissement relève du tribunal judiciaire d'Arras et de la cour d'appel de Douai.

## Histoire
L'établissement est construit dans le cadre du « Programme 13 000 » et est mis en service le 25 juin 1990.
Depuis mai 2017, deux bâtiments du quartier "Centre de détention Hommes" bénéficient du programme « Respecto ».

## Description
Situé au 30 chemin des Anzacs à Bapaume sur un terrain d'une superficie de 15 hectares, l'établissement est l'un des cinq établissements pénitentiaires du département. Il est notamment accessible via une sortie de l'Autoroute A1. Il dépend du ressort de la direction interrégionale des services pénitentiaires de Lille et, au niveau judiciaire, relève du tribunal judiciaire d'Arras et de la cour d'appel de Douai.
L'établissement a une capacité d'accueil de 599 places exclusivement pour des détenus majeurs femmes et hommes condamnés à des peines de un an et plus. Il est composé d'un bâtiment administratif et de quatre bâtiments de détention répartis entre un quartier "Centre de détention Hommes" constitué de 3 bâtiments pour une capacité de 500 places et d'un quartier "Centre de détention Femmes" composé d'un bâtiment pour une capacité de 99 places,.
L'établissement dispose également d'un gymnase construit dans le cadre du programme « Euronef », projet financé sur des fonds européens permettant la construction de gymnases par les détenus dans le cadre de chantiers-écoles pédagogiques encadrés techniquement par la fédération des compagnons du tour de France.
Le centre de détention de Bapaume fait partie des établissements pénitentiaires français spécialisés dans la prise en charge des auteurs d’infractions à caractère sexuel (AICS). On peut admirer à l'entrée du premier couloir une fresque peinte représentant Socrate avalant la ciguë[réf. nécessaire].
Au 1er février 2022, l'établissement accueillait 519 détenus (soit un taux d'occupation de 86.6%).
L'établissement fonctionne en « gestion mixte déléguée », toutes les missions relatives à l'entretien de l'établissement, à la restauration ou aux prestations « d’hôtellerie » étant assurées par une société privée.
Les syndicats dénoncent également le manque de personnel d'insertion et de probation par rapport au nombre de détenus présents dans l'établissement.

## Actions de réinsertion
En 2012, dans le cadre d'un projet destiné à fournir du travail aux détenus, un centre d'appel est ouvert dans l'établissement.
En 2022, l'établissement met en place une émission de radio produite par les détenus et diffusée sur la radio locale PFM.

## Détenus notables
- Joëlle Aubron, de 1999 à 2004.
- Michel Cardon, détenu jusqu'en 2018 et qui fut considéré comme l'un des plus anciens détenus de France[9],[10].
- Willy van Coppernolle, toujours en détention en 2024.
- Lucien Léger, détenu jusqu'en 2005 et qui fut considéré comme l'un des plus anciens détenus de France[11].
- Nathalie Ménigon, de 1999 à 2007
- Patrick Sarrazin de 2018 à aujourd'hui

## Événements notables
En 2018, des mouvements sociaux provoquent des blocages de l'établissement par le personnel, qui dénoncent les conditions de fonctionnement dans l'établissement, ces incidents nécessitant l'intervention des forces de l'ordre pour débloquer l'établissement. Des incidents similaires se reproduisent en 2019,.
En 2019, des explosifs fabriqués par un détenu sont découverts dans une cellule de l'établissement, nécessitant l'intervention des démineurs et déclenchant une enquête,,.

## La prison dans la culture
En 2022, le troisième épisode série documentaire Prison[s], produite par France Télévisions, suit le quotidien de détenues de l'établissement dans l'un de ses épisodes. L'épisode est intitulé Aurélie et le quartier des femmes et est consacré à la thématique de l'incarcération des femmes,.